# In the Nursery
Gli In the Nursery sono un gruppo inglese di musica elettronica, tra gli ispiratori del sottogenere della darkwave neoclassica, fusione di synth pop, kosmische musik, new age e musica classica. Hanno pubblicato anche colonne sonore di film e programmi televisivi oltre produrre musiche per riedizioni di film muti.

## Storia
Il gruppo si è formato a Sheffield nel 1981 composto dai fratelli Klive e Nigel Humberstone con l'aggiunta del chitarrista Anthony Bennett. All'inizio il loro stile era influenzato dai Joy Division e vennero catalogati tra i gruppi della musica industrial inglese. Dopo i primi EP editi per la Sweatbox, nel primo album Twins del 1986 il gruppo sovrappose atmosfere teatrali su basi musicali industrial.
Successivamente entrarono nel gruppo la cantante multilingua Dolores Marguerite C ed il batterista Q che contribuirono a rendere meno ruvido il suono contribuendo alla realizzazione dell'album Stormhorse del 1987, colonna sonora di un film immaginario che divenne un punto di riferimento per le registrazioni successive. Nel successivo Köda del 1988 fu completata la transizione verso una strumentazione classica e dove vennero usati suoni prodotti da un sequencer.
Passarono poi alla Third Mind Records per le registrazioni del successivo album, L'Esprit. Fu registrato con Steve Harris, ingegnere del suono che aveva già contribuito per il precedente album e che successivamente collaborerà con il gruppo per tutti i successivi lavori. Gli album Sense e Duality furono dei passaggi intermedi che spinsero il gruppo alla realizzazione di colonne sonore, concretizzata nel 1993 con quella per il film An Ambush of Ghosts. La loro fama crebbe e la loro musica venne usata in film di successo come Intervista con il vampiro e L'uomo della pioggia - The Rainmaker.
Nel 1994 pubblicarono Anatomy of a Poet, concept album sulla figura del poeta Colin Wilson, dove recitano alcune poesie dell'autore inglese. Seguirono Deco (1996) album concept dedicato all'Art déco e lo sperimentale Lingua (1997), dove utilizzano lingue da molti parti del mondo. Nel 1996 inaugurarono la collana Optical Music Series, edita per la propria etichetta (ITN Corporation), con la pubblicazione della colonna sonora del film muto Il gabinetto del dottor Caligari. Finora sono stati pubblicati 7 colonne sonore film muti. Nell'ultimo album Blind Sound del 2011, più cupo dei precedenti, introducono parti con vere percussioni. Con lo pseudonimo di Les Jumeaux hanno pubblicato alcuni dischi di dance music.

## Discografia

### Album
- 1983 - When Cherished Dreams Come True
- 1985 - Sonority
- 1985 - Temper
- 1986 - Twins
- 1987 - Trinity
- 1987 - Stormhorse
- 1988 - Köda
- 1990 - L'Esprit
- 1991 - Sense
- 1992 - Duality
- 1994 - Anatomy of a Poet
- 1996 - Deco
- 1998 - Lingua
- 2000 - Groundloop
- 2001 - Engel
- 2003 - Praxis
- 2007 - Era
- 2010 - Aubade (raccolta di brani del periodo 1983–1985)
- 2011 - Blind Sound
- 2018 - 1961
- 2022 - Humberstone

### Colonne sonore
- 1993 - An Ambush of Ghosts
- 1996 - Il gabinetto del dottor Caligari di Robert Wiene(ITN Corporation)
- 1997 - Asfalto di Joe May (ITN Corporation)
- 1999 - L'uomo con la macchina da presa di Dziga Vertov (ITN Corporation)
- 2001 - Hindle Wakes di Maurice Elvey (ITN Corporation)
- 2004 - Una pagina di follia di Teinosuke Kinugasa (ITN Corporation)
- 2005 - Electric Edwardians documentario su Mitchell and Kenyon (ITN Corporation)
- 2008 - La passione di Giovanna d'Arco di Carl Theodor Dreyer (ITN Corporation)

### EP
- 1983 - When Cherished Dreams Come True (mini-album)
- 1985 - Sonority
- 1985 - Temper
- 1987 - Trinity
- 1990 - Sesudient